# Stu Griffing
Stu Griffing, né le 9 novembre 1926 à New Haven et mort le 20 décembre 2021 à Cincinnati, est un rameur d'aviron américain. 

## Carrière
Stu Griffing a participé aux Jeux olympiques de 1948 à Londres. Il a remporté la médaille de bronze  en quatre sans barreur, avec Fred Kingsbury, Greg Gates et Robert Perew.

## Source de la traduction
- (en) Cet article est partiellement ou en totalité issu de l’article de Wikipédia en anglais intitulé « Stu Griffing » (voir la liste des auteurs).